# Proteina di membrana

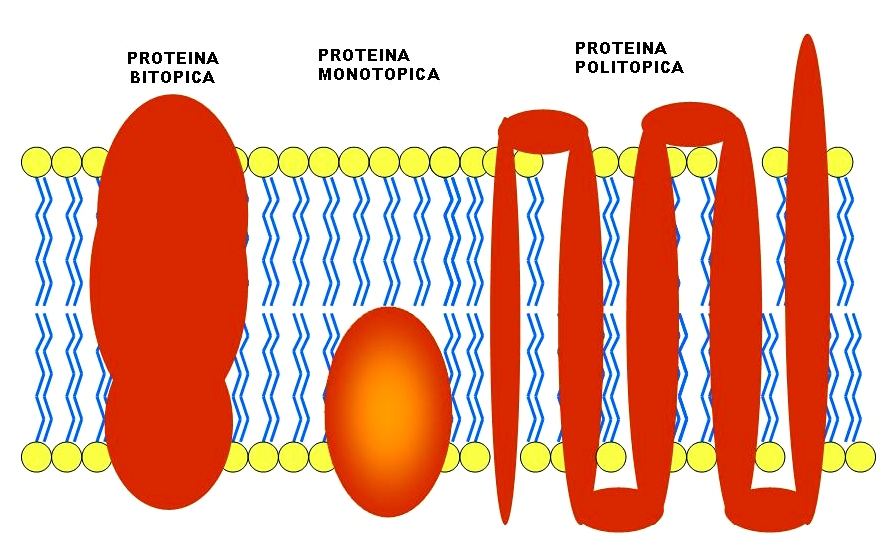
Proteine di membrana

Il termine proteina di membrana è usato per proteine associate più o meno strettamente alle membrane cellulari.

## Classificazione
Le proteine di membrana sono classificate in due categorie: estrinseche (periferiche) e intrinseche (proteine transmembrana o integrali).

### Proteine estrinseche
Le proteine estrinseche si legano alla membrana tramite legami non covalenti con proteine transmembrana o con le teste dei fosfolipidi, esse quindi non attraversano completamente la membrana cellulare, ma fuoriescono soltanto sulla faccia esterna o interna della membrana stessa. Vengono rimosse dalla membrana mediante trattamenti relativamente blandi che lasciano intatto il doppio strato lipidico.
Le proteine estrinseche possono essere ulteriormente classificate in:
- Proteine periferiche di membrana: situate completamente all'esterno del doppio strato fosfolipidico, sulla superficie extracellulare o su quella citoplasmatica. Sono legate alla superficie della membrana attraverso legami non covalenti, ad esempio il legame H.
- Proteine periferiche ancorate ai lipidi: situate all'esterno del doppio strato fosfolipidico su uno dei due versanti, sono legate con un legame covalente alla testa idrofila o alle catene di acidi grassi dei fosfolipidi. Numerose di queste proteine presenti sulla faccia esterna della membrana plasmatica si legano alla membrana tramite un breve oligosaccaride legato a sua volta ad una molecola di fosfatidilinositolo. Proteine di membrana periferiche che presentano il legame glicosilfosfatidilinositolo vengono chiamate proteine ancorate al GPI.

### Proteine intrinseche

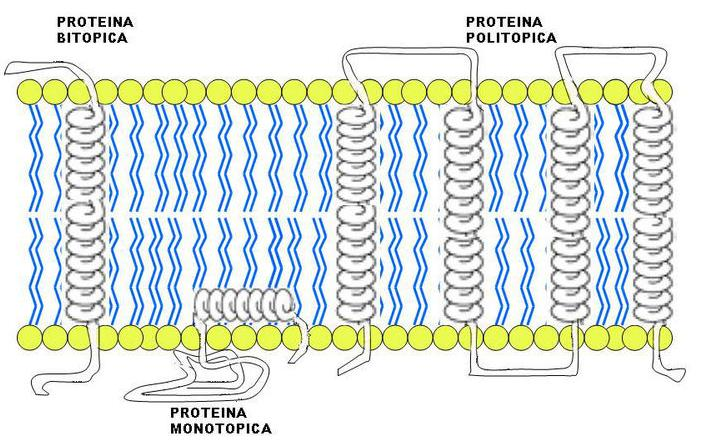
Altro schema raffigurante le proteine di membrana: monotopica, bitopica, politopica.

Le proteine intrinseche attraversano il doppio strato fosfolipidico una o più volte e possiedono regioni idrofobiche situate fra le code del doppio strato fosfolipidico. Vengono rimosse dalla membrana solo con trattamenti drastici (ad esempio detergenti) che distruggono il doppio strato lipidico.
Le proteine transmembrana possono essere ulteriormente classificate in:
- Monotopiche: proteine associate ad un solo lato della membrana (la differenza con le estrinseche consta nell'inseparabilità delle prime dal doppio strato in quanto più saldamente legate).
- Bitopiche: proteine che attraversano il doppio strato fosfolipidico una sola volta.
- Politopiche: proteine che attraversano il doppio strato fosfolipidico più volte.

## Funzioni
Le proteine di membrana hanno diverse funzioni.
- enzimi e regolatori: catalizzano le reazioni chimiche;
- trasportatori di molecole attraverso la membrana per mezzo di pori, canali ionici, pompe ioniche e carrier specifici;
- molecole di adesione: mantengono la forma delle cellule e formano le giunzioni cellulari;
- recettori: riconoscono le molecole segnale e attivano le cascate fosforilative del segnale.